# Ikanogavialis
Ikanogavialis es un género de crocodiliano gavialoide griposuquino. Sus fósiles han sido hallados en la formación Urumaco de Venezuela. Los estratos de los que provienen sus restos datan de finales del Mioceno, más que del Plioceno como se pensó alguna vez.

## Descripción
Ikanogavialis tenía un hocico dorsoventralmente profundo y una distintiva abertura entre los alvéolos del hueso dentario y los del maxilar. Las narinas externas se proyectaban anterodorsalmente desde el rostro. Esto puede ser visto como una característica plesiomórfica en los crocodilianos, pero dado que los primeros gavialoides poseían narinas externas proyectadas dorsalmente, esta característica puede ser vista como si hubiera sido una inversión de una apomorfia gavialoidea regresando a ser una plesiomorfia crocodiliana en lugar de haber sido obtenida directamente de uno de los primeros antepasados de los crocodilianos.

## Especies
La especie tipo de Ikanogavialis es I. gameroi. Fue nombrada en 1970 a partir de material hallado en la formación Urumaco Formation. Un gavialoide del Pleistoceno llamada Gavialis papuensis de Murua, parte de las Islas Salomón, tiene algunas vagas similitudes con Ikanogavialis y fue referido a este género en 1999, junto con otras formas de hocicos delgados del Neógeno de Suramérica y África. Esto no es ampliamente aceptado.

## Paleobiología
Ikanogavialis puede haber vivido en un paleoambiente costero junto con otros gaviálidos como Gryposuchus. Los estratos de la formación Urumaco fueron depositados tanto en localidades marinas como fluviales, aunque no es claro a que parte de estos pertenecían ambos géneros. Otros gavialoides como Siquisiquesuchus y Piscogavialis son conocidos por ahber vivido en ambientes costeros, y es probable que los actuales gavialoides de agua dulce como Gavialis pueden haberse originado de formas costeras. Ikanogavialis también coexistió con muchos otros crocodilianos en Venezuela durante el Mioceno tardío incluyendo al caimán gigante Purussaurus y una especie extinta del caimán negro Melanosuchus.
"Gavialis"/Ikanogavialis papuensis era también un animal fundamentalmente marino, habiendo sido hallado en asociación con restos de tortugas marinas y mamíferos sirenios. Representa el más reciente ejemplo de un crocodiliano totalmente marino a la fecha.